# 鈴木藤丸
鈴木 藤丸（すずき ふじまる、1988年3月28日 - ）は、神奈川県厚木市出身の俳優。2011年1月6日をもって芸能活動を無期限休止。

## 人物
- 身長170cm。特技はドラムとスキー。
- 1997年にデビューした。浅利陽介、遠藤雄弥、山内秀一らと同世代で子役時代から活躍し、人気を博した。
- 大食いらしい[1]。

## 出演作品

### ドラマ
- さわやか3組 （1997年1月、NHK教育） - 亮 役
- ドラマ愛の詩 ズッコケ三人組 第12話 （1999年6月26日、NHK教育） - スギマル 役
- 風の行方 （1999年9月 - 12月、東海テレビ/フジテレビ） - 大庭吉見 役
- おばあちゃま、壊れちゃったの? （2000年1月 - 3月、テレビ朝日） - 小田島正太郎 役
- 氷の家族 （2000年、東京MXテレビ）
- 池袋ウエストゲートパーク 第6話（2000年5月19日、TBSテレビ） - ヒロキ 役
- YASHA-夜叉- （2000年4月 - 6月、テレビ朝日） - 永江茂市(幼少期) 役
- 真夏のメリークリスマス 第1話（2000年10月13日、TBSテレビ）
- 大河ドラマ 北条時宗 （2001年、NHK） - 北条時利 役
- 温泉へ行こう 第3シリーズ 第43・44話（2002年3月28日・29日、TBSテレビ）
- ドラマ特別企画 少年 「おかめさん」（2002年11月26日、TBSテレビ）
- 月曜ミステリー劇場 横山秀夫サスペンス ペルソナの微笑 （2004年5月3日、TBSテレビ）
- 大好き!五つ子Go!! （2005年7月 - 9月、TBSテレビ） -  桜井剛 役
- ドラマW CHiLDREN チルドレン （2006年5月21日、WOWOW）
- 大好き!五つ子Go²!! （2006年7月 - 9月、TBSテレビ） -  桜井剛 役
- 大好き!五つ子Go³!! （2007年7月 - 8月、TBSテレビ） -  桜井剛 役
- 大好き!五つ子2008 （2008年7月 - 8月、TBSテレビ） -  桜井剛 役
- 連続ドラマW プリズナー 第4話（2008年12月7日、WOWOW）
- 大好き!五つ子 （2009年2月 - 3月、TBSテレビ） -  桜井剛 役
- 新・警視庁捜査一課9係 season1 3話（2009年7月29日）
- インディゴの夜 第16・18・19話 （2010年1月、東海テレビ/フジテレビ） - 武琉 役

### 映画
- 日本一短い母への手紙

### CM
- 東京ディズニーシー
- ミラバケッソ クラレ
- レオパレス21